# Cyamodus
Cyamodus (лат.) — род вымерших пресмыкающихся из семейства циамодонтид (Cyamodontidae) отряда плакодонтов, живших в среднетриасовую эпоху. Ископаемые остатки, относимые к роду, найдены на территории Германии, Италии, Польши, Франции, Швейцарии.

## Описание
Тела Cyamodus длиной до 1,3 м были широкими и плоскими. Как и все циамодонтиды, они полностью покрыты панцирем, почти как у черепах, но состоящим из двух пар щитков. Передняя часть панциря прикрывает тело до бёдер и расширяется, почти закрывая передние конечности. Задняя часть закрывает бедра и часть хвоста. Панцирь состоит из шестиугольных или круглых пластинок. Череп широкий, крепкий, имеет форму сердца.
У молодых особей Cyamodus, по сравнению со взрослыми, имелись дополнительные зубы на нёбе. Можно предположить, что с возрастом количество зубов у них уменьшалось.
Cyamodus вероятно, проводили значительную часть времени на дне неглубоких водоёмов, ползая по песку в поисках моллюсков, как это делают современные скаты.

## Классификация
По данным сайта Paleobiology Database, на июнь 2020 года в род включают 5 вымерших видов:
- Cyamodus hildegardis Peyer, 1931
- Cyamodus kuhnschnyderi Nosotti & Pinna, 1993
- Cyamodus muensteri (Agassiz, 1839)typus [syn. Cyamodus laticeps (Owen, 1859), Placodus laticeps Owen, 1859, Placodus muensteri Agassiz, 1839]
- Cyamodus rostratus (Münster, 1839) [syn. Placodus rostratus Münster, 1839]
- Cyamodus tarnowitzensis Gürich, 1884